# 칠원 김씨
칠원 김씨(漆原金氏)는 경상남도 함안군 칠원읍을 본관으로 하는 한국의 성씨이다.
시조 김영철(金永哲)은 칠원에서 대대로 살아온 선비 집안 출신으로 조선에서 문과에 급제하고 호조참판을 지냈다.

## 참고 자료
- “칠원김씨(漆原金氏)”. 뿌리를 찾아서.[깨진 링크(과거 내용 찾기)]